# SyQuest Technology
A SyQuest Technology, Inc ou SyQuest Technology, foi uma tentativa inicial no mercado de discos rígidos para computadores desktop. A companhia iniciou-se em 1982 por Syed Lftikar, que anteriormente fora o fundador da Seagate. Trabalhavam com o desenvolvimento de produtos voltados ao seu — também desenvolvido - SyQuest drive. Os produtos iniciam foram o SQ306R, um disco rígido de 3,9 polegadas com capacidade de 5 MB, com um cartucho especifico para os IBM XT compatibles. Posteriormente, uma versão não-removível foi anunciada, o SQ306F.

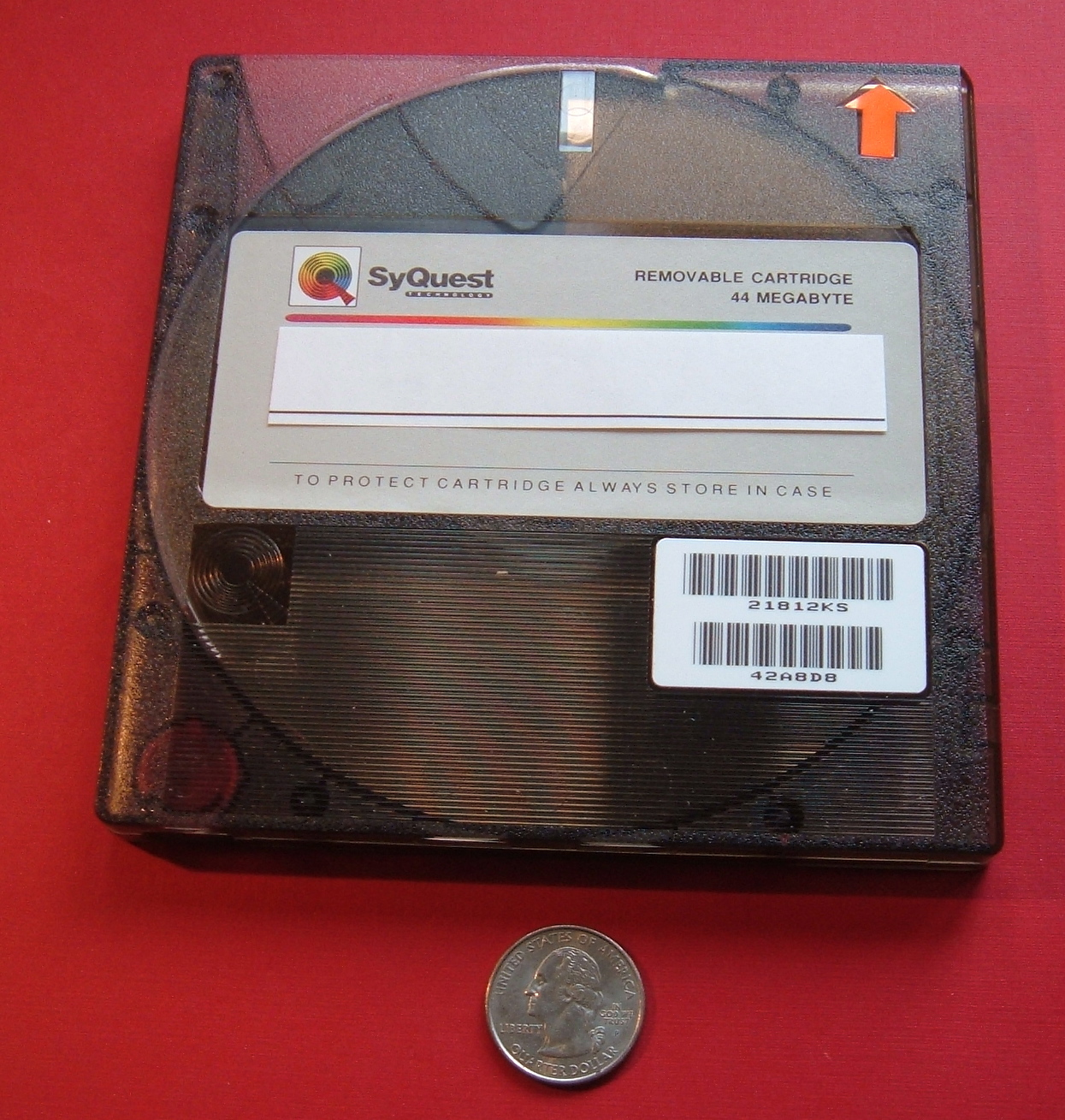
Um disco rígido de 44MB da SyQuest, em comparação com uma moeda.

Por muitos anos, o SyQuest foi o meio mais popular de trasferência de grandes dados de editoração eletrônica como propagandas para gráficas profissionais. A SyQuest Technology comercializava seus produtos como se estes fossem possíveis de dar um espaço "sem fim", referindo-se a grandes dados como aplicações do tipo editoração eletrônica, gerenciamento de informações da internet, pré-impressão, multimídia, áudio, vídeo, fotografia digital, backup, troca de dados e arquivamento, bem como dados privados e portabilidade.
Em 30 de novembro de 2021, o website da SyQuest possuía o domínio syquest.com, atualizado pela última vez em 31 de Julho de 2003, onde eles ainda possuem drivers para computadores da Apple e do sistema operacional Windows, com informações sobre o reparo dos seus produtos e um suporte técnico.